# Zopyre (esclave)
Pour les articles homonymes, voir Zopyre.
Zopyre (en grec ancien Ζώπυρος) est un esclave du Ve siècle av. J.-C. originaire de Thrace, contemporain de Socrate.
Louis Moréri, Étienne François Drouet et Claude-Pierre Goujet entre autres pensent qu'il n'est pas l'esclave dont parlent Platon dans l'Alcibiade majeur et Cicéron dans les Tusculanes et De fato ; Chantal Marbœuf, Jean-François Pradeau et Luc Brisson considèrent que ce n'est qu'une seule et même personne.

Venu à Athènes, il fut invité à donner son avis sur Socrate. Socrate ressemblait physiquement à un satyre ou à Silène. Un tel visage était moralement scandaleux, car la laideur était considérée par les physionomistes de l’époque comme l’indice de l’intempérance et du vice : 

« [...] Ne savons-nous pas le jugement que porta un jour de Socrate le physionomiste Zopyre, qui faisait profession de connaître le tempérament et le caractère des hommes à la seule inspection du corps, des yeux, du visage, du front ? Il déclara que Socrate était un sot et un niais, parce qu'il n'avait pas la gorge concave, parce que tous ses organes étaient fermés et bouchés ; il ajouta même que Socrate était adonné aux femmes ; ce qui, nous dit-on, fit rire Alcibiade aux éclats »

 Cette observation renseigne sur les préjugés qui avaient cours en Grèce sur l’apparence physique, elle donne aussi de précieux renseignements sur le caractère de Socrate grâce à sa réponse rapportée par Cicéron : 

« Zopyre, qui se donnait pour un habile physionomiste, l’ayant examiné devant une nombreuse compagnie, fit le dénombrement des vices qu’il découvrait en lui et chacun se prit à rire, car on ne voyait rien de tout cela dans Socrate. Il sauva l’honneur de Zopyre en déclarant que véritablement il était porté à tous ces vices, mais qu’il s’en était guéri avec le secours de la raison »